# IDEMIA
IDEMIA ist eine französische Firma, die sich mit der Identifikation von Personen, sicheren Transaktionen und Datensicherheit beschäftigt. Sie ist weltweit tätig.

## Tätigkeitsfelder
Idemia beschäftigt sich mit IT-gestützter Sicherheit: Von Chip-Karten über Verschlüsselung zur sicheren Speicherung und Übertragung von Daten zu KI-basierten Personen- und Objekt-Erkennungssystemen. Die Firma konzipiert, installiert und betreibt entsprechende Systeme.
Idemia entstand 2017 durch die Fusion von Oberthur, einem Chipkarten Hersteller und Morpho, einem Spezialisten der Objekt-Erkennung. Die Produktionsstätten befinden sich in Deutschland, Brasilien, Mexiko, Russland und Indien; Tochtergesellschaften in Frankreich, Großbritannien, Indien, Litauen, Mexiko, Österreich, Portugal, Rumänien, Russland, Senegal, Singapur, Spanien, Südafrika, den Vereinigten Arabischen Emiraten, Brasilien und den USA.

### Flughafen Singapur
Im Jahr 2017 eröffnete das Terminal 4 des Flughafens Singapur mit einem Erkennungs- und Zugangskontroll-System von Idemia. Ziel war die papierlose Identifizierung und Behandlung der Passagiere. Alle Passagiere werden mit ihren biometrischen Daten erfasst und identifiziert, hauptsächlich durch Gesichtserkennung und Iris-Erkennung. Passagiere, die im System bekannt sind, werden direkt zu ihren Gates geleitet und keiner manuellen Personenkontrolle unterworfen. Auch ihr Gepäck wird zugeordnet und entsprechend bereitgestellt. Passagiere, die nicht bekannt sind, müssen sich identifizieren und werden im System gespeichert. Das System wurde immer weiterentwickelt, während der Corona-Pandemie ab 2020 wurde die Gesichtserkennung für Maskenträger eingeführt, ab 2023 sollen kleine Gruppen wie Familien identifiziert und gemeinsam bearbeitet werden. Außerdem wird zu diesem Zeitpunkt das System für alle Terminals in Singapur eingeführt. 2021 wurden von dem System fast 6 Millionen Passagiere erfasst, es wurden 355 Verstöße festgestellt, davon nur 56 illegale Einreiseversuche. In Singapur definiert die Regierung die Datenschutzregeln nach Opportunität-Gesichtspunkten. Ab Oktober 2023 können Einreisende, die in dem System erfasst sind, ohne Pass einreisen.

## Finanzzahlen
2021 betrug der Umsatz 2,2 Milliarden €, die Firma beschäftigte 15.000 Angestellte, davon 3.000 Ingenieure. Ihre Kunden sind ca. 600 Staaten und Organisationen und 2.300 Firmen. Das Kapital gehört zu 95 % dem US-Fonds Advent und zu 5 % Bpifrance (französische öffentliche Investmentbank).

## Idemia Germany
Die IDEMIA Germany GmbH (ehemals Morpho Cards, Sagem Orga) ist ein Unternehmen der Chipkartenbranche. Das Produktangebot beinhaltet Hardware, Software, Beratung und Service rund um die Chipkarte für die Branchen Telekommunikation, Gesundheit, Identitätsfeststellung und Banking. Das im Jahre 1984 als ORGA Kartensysteme GmbH gegründete Unternehmen wurde 2005 von Sagem Sécurité, welches wiederum Teil des teilstaatlichen französischen Mischkonzerns SAFRAN S.A. ist, übernommen.
Die IDEMIA Germany GmbH hat ihren Sitz und eine Produktionsstätte in Flintbek.

### Geschichte der deutschen Gesellschaft

#### Technische Meilensteine
Gründung der Orga Kartensysteme GmbH und Vorstellung der ersten Single-Chip-Prozessor-Karte weltweit (1984), Entwicklung der ersten multifunktionalen Chipkarte (1985), Entwicklung der ersten GSM-SIM-Karte (1990), Erste ec-Bankkarte mit Chip in Deutschland (1992), Einführung des ersten vorausbezahlten (prepaid) GSM-Systems (1996), Entwicklung eines SECCOS (Secure ChipCard Operating System) (2004), Einführung der ersten E-Government-Karte (2005), Einführung der 256k SIM für multiple customer, Sagem Orga entwickelt gemeinsam mit einem Partner die erste A-GPS SIM-Karte (2008).

#### Organisatorische Meilensteine

Logo bis 2011

ORGA erhält im Konsortium, zusammen mit u. a. IBM und SAP, den Beratungsauftrag für die neue elektronische Gesundheitskarte in Deutschland (2003), Übernahme durch Sagem Défense Sécurité, Entstehung von Sagem Orga (2005), Sagem Orga erhält als erster Anbieter alle Zertifikate für sämtliche Smartcardprodukte, die für die künftige eGK-Telematik-Infrastruktur benötigt werden (2007), Sagem Orga wurde für das Projekt „T2TIT“ bei der Cartes in Paris mit dem SESAMES Award in der Kategorie „Software“ ausgezeichnet (2009), 2010 Sagem Orga übernimmt, wie die gesamte Sparte von Sagem, die vorher unter Sagem Sécurité firmierte, den Markennamen „Morpho“ (2010), 2011 Sagem Orga GmbH wird umfirmiert in Morpho Cards GmbH und verlegt seinen Hauptsitz von Paderborn nach Flintbek (2011).